# Prix Camille-Lepecq
Le prix Camille-Lepecq est une course hippique de trot monté se déroulant fin août ou début septembre sur l'hippodrome de Vincennes.
C'est une course de Groupe II, internationale, réservée aux chevaux de 6 à 11 ans ayant gagné au moins 130 000 € (conditions en 2024).
En 2024, elle se court sur la distance de 2 175 mètres (grande piste), départ volté (antérieurement à 2017 sur la distance de 2 700 mètres). L'allocation est de 120 000 €, dont 54 000 € pour le vainqueur.
Créée en 1957, l'épreuve prend alors dans le calendrier la place du prix de Lyon, aux conditions similaires,. Elle honore Camille Lepecq (19 juillet 1879 - 29 septembre 1954), éleveur, maire de Branville, conseiller général du Calvados, président de la Société des courses de Dozulé, vice-président de la Société des courses de Cabourg, membre du Comité de la Société d'encouragement à l'élevage du cheval français.

## Palmarès depuis 1966
| Année | Vainqueur         | Pays     | Père             | Jockey                   | Entraîneur             | Réd.km |
| ----- | ----------------- | -------- | ---------------- | ------------------------ | ---------------------- | ------ |
| 2024  | Fulton            | France   | Royal Dream      | Damien Bonne             | Jean-Michel Bazire     | 1'10"7 |
| 2023  | Gigolo Lover      | France   | Royal Lover      | Alexandre Abrivard       | Jean-Michel Bazire     | 1'09"9 |
| 2022  | Fulton            | France   | Royal Dream      | Damien Bonne             | Jean-Michel Bazire     | 1'10"9 |
| 2021  | Clegs des Champs  | France   | Legs du Clos     | David Thomain            | Thierry Raffegeau      | 1'10"7 |
| 2020  | Boss du Meleuc    | France   | Lucky Blue       | Alexandre Abrivard       | Yannick-Alain Briand   | 1'11"4 |
| 2019  | Arlington Dream   | France   | Ready Cash       | Yoann Lebourgeois        | Philippe Allaire       | 1'10"6 |
| 2018  | Arlington Dream   | France   | Ready Cash       | Yoann Lebourgeois        | Philippe Allaire       | 1'10"9 |
| 2017  | Arlington Dream   | France   | Ready Cash       | Yoann Lebourgeois        | Philippe Allaire       | 1'11"5 |
| 2016  | Tornado Bello     | France   | Jag de Bellouet  | Camille Levesque         | Thomas Levesque        | 1'13"3 |
| 2015  | Nene' Degli Ulivi | Italie   | Uconn Roc        | Alexandre Abrivard       | Vincent Lacroix        | 1'14"  |
| 2014  | Sourire de Voutré | France   | Gazouillis       | Franck Nivard            | Franck Leblanc         | 1'12"4 |
| 2013  | Sourire de Voutré | France   | Gazouillis       | Franck Nivard            | Franck Leblanc         | 1'13"7 |
| 2012  | Roi du Lupin      | France   | Fleuron Perrine  | Antoine Wiels            | Jean-Paul Marmion      | 1'13"3 |
| 2011  | Roi du Lupin      | France   | Fleuron Perrine  | Anthony Barrier          | Jean-Paul Marmion      | 1'13"2 |
| 2010  | Quémeu d'Écublei  | France   | Jet Fortuna      | Jonathan Carré           | Frédéric Prat          | 1'13"9 |
| 2009  | Nègre de Digeon   | France   | Urfist des Prés  | Matthieu Abrivard        | Matthieu Abrivard      | 1'15"  |
| 2008  | Nègre de Digeon   | France   | Urfist des Prés  | Matthieu Abrivard        | Loic-Desiré Abrivard   | 1'14"7 |
| 2007  | Lys Pettevinière  | France   | Capriccio        | Matthieu Abrivard        | Sylvain Roger          | 1'14"5 |
| 2006  | Milia Pierji      | France   | Viking's Way     | Pierre-Yves Verva        | Patrice Lebouteiller   | 1'14"5 |
| 2005  | Ico Kiki          | France   | Urfist des Prés  | Louis Baudron            | Stéphane Guelpa        | 1'16"1 |
| 2004  | Criks Hurricane   | Suède    | Buck Newton      | Philippe Masschaele      | Nicolas Roussel        | 1'16"8 |
| 2003  | Itou Jim          | France   | Arnaqueur        | Jean-Loïc-Claude Dersoir | Jean-Marie Monclin     | 1'15"4 |
| 2002  | Grisbi de Carless | France   | Turquetil        | Jean-Pierre Thomain      | Philippe Mortagne      | 1'16"1 |
| 2001  | Hamilton d'Isques | France   | Myoto Barbés     | Philippe Masschaele      | Luc Roelens            | 1'17"  |
| 2000  | First de Retz     | France   | Podosis          | Jean-Loïc-Claude Dersoir | Philippe Allaire       | 1'16"1 |
| 1999  | First de Retz     | France   | Podosis          | Jean-Loïc-Claude Dersoir | Philippe Allaire       | 1'17"2 |
| 1998  | Dream With Me     | France   | Tarass Boulba    | François Roussel         | Alain Roussel          | 1'16"6 |
| 1997  | Dream With Me     | France   | Tarass Boulba    | François Roussel         | Alain Roussel          | 1'17"1 |
| 1996  | Filou du Boscail  | Belgique | Mathusalem       | Philippe Masschaele      | Régis Lebon            | 1'17"9 |
| 1995  | Center Piece      | Suède    | Pershing         | Jean-Claude Hallais      | Jacky Béthouart        | 1'18"4 |
| 1994  | Une Fleur         | France   | Degel            | Lionel Lequeux           | Jacques-André Fribault | 1'18"  |
| 1993  | Vive Ludoise      | France   | Kronos du Vivier | Jean-Claude Hallais      | Jean-Claude Hallais    | 1'17"7 |
| 1992  | Une Fleur         | France   | Degel            | Lionel Lequeux           | Jacques-André Fribault | 1'18"7 |
| 1991  | Super Ball d'Oger | France   | Granit           | Jean-Loïc-Claude Dersoir | Joël Hallais           | 1'20"2 |
| 1990  | Queila Gédé       | France   | Gazon            | Michel-Marcel Gougeon    | Roger Baudron          | 1'18"8 |
| 1989  | Reine du Corta    | France   | Ura              | Michel Lenoir            | Alain Roussel          | 1'19"8 |
| 1988  | Olvera            | France   | Ura              | Alain Laurent            | Claude Campain         | 1'19"2 |
| 1987  | Olvera            | France   | Ura              | Alain Laurent            | Claude Campain         | 1'19"6 |
| 1986  | Monarque Liézois  | France   | Arly             | Jean-Marie Monclin       | Gaston Touillet        | 1'22"1 |
| 1985  | Mopsus            | France   | Dogan            | Philippe Békaert         | Joël Hallais           | 1'21"7 |
| 1984  | Khali de Vrie     | France   | Quirinus III     | Pierre Touvais           | Roger Baudron          | 1'21"7 |
| 1983  | Kutara            | France   | Patara           | Jean-Claude Hallais      | Philippe Mortagne      | 1'20"3 |
| 1982  | Istraeki          | France   | Paléo            | Michel-Marcel Gougeon    | Roger Ledoyen          | 1'20"6 |
| 1981  | Kaiser Trot       | France   | Canino           | Pascal Békaert           | Joël Hallais           | 1'22"5 |
| 1980  | Hexol Bellêmois   | France   | Kerjacques       | Michel Chauvin           | Alain Roussel          | 1'21"2 |
| 1979  | Guéridia          | France   | Quérido II       | Pascal Békaert           | Georges Dreux          | 1'21"5 |
| 1978  | Éringa            | France   | Quérido II       | Yves Dreux               | Georges Dreux          | 1'21"2 |
| 1977  | Éregoya           | France   | Sabi Pas         | Alain Laurent            |                        | 1'23"5 |
| 1976  | Ersin             | France   | Toronto II       | Michel Lenoir            |                        |        |
| 1975  | Dastérien         | France   | Maestro II       | André Reine              |                        | 1'20"2 |
| 1974  | Bellino II        | France   | Boum III         | Michel-Marcel Gougeon    |                        | 1'18"3 |
| 1973  | Bellino II        | France   | Boum III         | René Fabre               |                        |        |
| 1972  | Vestalat          | France   |                  | Gérard Mascle            |                        | 1'19"6 |
| 1971  | Umbre d'Or        | France   | Fandango         | Michel-Marcel Gougeon    |                        | 1'19"6 |
| 1970  | Ura               | France   | Carioca II       | Michel-Marcel Gougeon    |                        | 1'20"  |
| 1969  | Ura               | France   | Carioca II       | Michel-Marcel Gougeon    |                        | 1'21"4 |
| 1968  | Sole Mio B        | France   | Carioca II       | Gérard Mascle            |                        | 1'20"3 |
| 1967  | Royal Boy VT      | France   | Hermès D         | Louis Sauvé              |                        | 1'20"4 |
| 1966  | Quel Ramier       | France   | Vermont          | Jean Mary                |                        | 1'19"7 |

## Sources
- Pour les conditions de course et les dernières années du palmarès : site de la SETF
- Pour les courses plus anciennes : archives des quotidiens  (Ouest-France, Sud-Ouest…)